# Cholostovka
Cholostovka (ryska: Холостовка) är ett vattendrag i Belarus.   Det ligger i voblasten Vitsebsks voblast, i den nordöstra delen av landet, 190 km öster om huvudstaden Minsk.
Omgivningarna runt Cholostovka är en mosaik av jordbruksmark och naturlig växtlighet. Runt Cholostovka är det ganska tätbefolkat, med 104 invånare per kvadratkilometer.